# Thrypticus rufipes
Thrypticus rufipes är en tvåvingeart som först beskrevs av Johann Wilhelm Meigen 1838.  Thrypticus rufipes ingår i släktet Thrypticus och familjen styltflugor. Inga underarter finns listade i Catalogue of Life.